# Villers-Pater
Villers-Pater é uma comuna francesa na região administrativa de Borgonha-Franco-Condado, no departamento de Alto Sona. Estende-se por uma área de 4,67 km². Em 2010 a comuna tinha 54 habitantes (densidade: 11,6 hab./km²).